# TGIF (ABC)

ABC.

TGIF — популярный лозунг телеканала ABC, под которым выходил в эфир блок прайм-тайм программирования в пятницу вечером. Лозунг был придуман из-за популярности фразы Слава Богу, сегодня пятница (англ. Thank God It's Friday), но в варианте канала он звучал как «Слава Богу это смешно» (англ. Thank Goodness It's Funny).
TGIF впервые был запущен в 1988 году, но достиг наибольших успехов в девяностые, когда ситкомы, выходившие под этим лозунгом занимали лидирующие позиции в пятницу. Главным отличительным примером были ситкомы, направленные на семейную аудиторию, которые выходили в эфир с 20.00 до 22.00. Среди сериалов, выходивших в этой линейке в разные годы были «Идеальные незнакомцы», «Полный дом», «Дела семейные», «Динозавры», «Шаг за шагом», «Парень познаёт мир», «Бестолковые», «Сабрина — маленькая ведьма». В сезоне 1999—2000 рейтинги претерпели значительный спад, и канал на несколько лет свернул оригинальное программирование по пятницам.
С 2003 по 2005 год канал вновь решил воскресить вечер семейных комедий в пятницу (сериалы «8 простых правил», «Королева экрана», «Клава, давай!», «Жизнь с Бонни» и другие), однако это не увенчалось успехом, и осенью 2006 года на смену TGIF пришли повторы популярных шоу, таких как «Анатомия страсти» и «Отчаянные домохозяйки», а также реалити-шоу. В 2011 году было объявлено, что ABC вновь планирует запуск комедий в пятницу вечером. Ситком «Последний настоящий мужчина» осенью 2012 года был перемещен на пятницу, а в дополнение нему новинка «Кантри в Малибу», которая продержалась лишь сезон. Ситкомы «Соседи», «Кристела», «Счастливый конец» и «Доктор Кен» в последующие годы транслировались в рамках блока.
Осенью 2014 года канал запустил новый блок TGIT («Слава Богу это четверг», англ. Thank God it's Thursday), получивший мгновенный успех, регулярно выигрывая вечер у других каналов. В отличие от TGIF, блок состоит только из драм с женщинами на ведущих ролях, производства Шонды Раймс.